# Аубакиров, Жумаш Аубакирович
Жумаш Аубакирович Аубакиров — советский хозяйственный, государственный и политический деятель.

## Биография
Родился в 1920 году в Карагандинской области. Член КПСС.
Участник Великой Отечественной войны. С 1946 года — на хозяйственной, общественной и политической работе. В 1946—1987 гг. — инструктор Октябрьского райкома и Карагандинского обкома ЛКСМ Казахстана, заведующий отделом, секретарь Карагандинского горкома, 1-й секретарь Октябрьского райкома КП Казахстана города Караганды, председатель Карагандинского областного совета профсоюзов, заместитель председателя областного комитета народного контроля.
Избирался депутатом Верховного Совета Казахской ССР 8-го и 9-го созывов. Делегат XXIV съезда КПСС.
Почетный гражданин Караганды.
Умер в Караганде в 1994 году.